# Eternamente Fã
Eternamente Fã é um filme de docuficção (um longa-metragem de ficção mesclado a cenas que remetem a um documentário) sobre a história de vida e carreira da cantora e compositora brasileira Ivete Sangalo. Foi lançado em 31 de maio de 2012. O longa-metragem foi idealizado e produzido por estudantes do Centro de Dramaturgia Baianada Cultural, localizado em Salvador e teve como diretor Jullio Vaz, roteirista Daniel Sena, diretor de imagem Fernando Araújo e editor Leandro Costa.

## Sinopse
No verão de 1992 em Salvador, Bahia, uma nova cantora desponta no circuito da axé music ao ganhar o Troféu Caymmi. No ano seguinte ela viria a se tornar líder de um dos maiores blocos de carnaval que estava fazendo transição para se tornar uma banda real, a Banda Eva. A jovens Clarice (Angel Marques) e Lucia (Vanessa Amado), se apaixonam pela energia e pela voz daquela artista e fundam um fã-clube para uma cantora, até então desconhecida do grande público. Adentrando uma situação complicada para suprir o desejo de todos os fãs que começaram admirar a cantora conforme sua fama cresce, as jovens se envolvem em diversas confusões para manter o fã-clube de pé. Ivete Sangalo é o nome da artista e o filme mostra toda trajetória da cantora desde seu início, até a saída da Banda Eva, início da carreira solo e ápice em 2012, 20 anos de carreira depois, na visão de duas jovens fãs.

## Elenco
O elenco do filme é composto de atores do Centro de Dramaturgia Baianada Cultural de Salvador. Apesar de não ter nenhuma participação direta, Ivete Sangalo é mostrada em diversas aparições de vídeos e entrevistas.
- Angel Marques como Clarice
- Vanessa Amado como Lúcia
- Carolina Menezes como Antônia
- Ivete Sangalo como Ela mesma (arquivo videográfico apenas)